# Best Friend (Sofi Tukker)
Best Friend è un singolo del gruppo musicale statunitense Sofi Tukker, il terzo che anticipa l'album di debutto Treehouse e pubblicato il 12 settembre 2017.
La canzone ha visto la partecipazione delle Nervo, The Knocks e Alisa Ueno.

## Video musicale
Il video musicale è stato caricato il 25 ottobre 2017 da Ultra Music.

## Uso nei media
La canzone è stata inclusa in uno spot dell'IPhone X della Apple, nella colonna sonora di FIFA 18, in una pubblicità della maratona di Friends su Comedy Central India e in un episodio della seconda stagione della serie Netflix, Santa Clarita Diet.

## Tracce
- Download digitale

1. Best Friend (feat. Nervo, The Knocks e Alisa Ueno) – 3:03 (testo: Miriam Nervo, Olivia Nervo, James Patterson, Sophie Hawley-Weld, Tucker Halpern, Alisa Ueno, Hiromi Kawanabe)

- The Remixes - EP[7]

1. Best Friend (Sofi Tukker Carnival Remix) (feat. Nervo, The Knocks e Alisa Ueno) – 3:44
2. Best Friend (Nervo & Jeff Retro's Let's Get Busy Remix) (feat. Nervo, The Knocks e Alisa Ueno) – 4:01
3. Best Friend (Sinego Remix) (feat. Nervo, The Knocks e Alisa Ueno) – 3:40
4. Best Friend (feat. Nervo, The Knocks e Alisa Ueno) – 3:03

## Successo commerciale
La canzone ha raggiunto il numero uno nella classifica Dance/Mix Show Airplay di Billboard nella classifica del 20 gennaio 2018.

## Classifiche
| Classifica (2017/18)           | Posizione massima |
| ------------------------------ | ----------------- |
| Belgio (Fiandre)               | 10                |
| Belgio (Fiandre) (dance)       | 1                 |
| Belgio (Vallonia)              | 51                |
| Belgio (Vallonia) (dance)      | 11                |
| Canada                         | 61                |
| Messico (ingles airplay)       | 45                |
| Stati Uniti                    | 81                |
| Stati Uniti (adult top 40)     | 28                |
| Stati Uniti (alternative)      | 15                |
| Stati Uniti (dance club)       | 14                |
| Stati Uniti (dance/electronic) | 5                 |
| Stati Uniti (pop)              | 18                |
| Stati Uniti (rock airplay)     | 30                |
| Ungheria                       | 13                |